# Fritz Mietzsch
Fritz Mietzsch (Dresden, 28 de maio de 1896 — Wuppertal-Elberfeld, 29 de novembro de 1958) foi um químico alemão. É conhecido pela síntese de sulfonamidas.